# Mariaca Semprún
María Carolina Semprún Arrivillaga (Caracas, Distrito Capital, Venezuela; 18 de agosto de 1980), más conocida como Mariaca Semprún, es una actriz  y cantautora venezolana.
En 2020 fue nominada en los Premios Grammy Latinos en las categorías «Mejor Álbum Tropical Tradicional» y «Mejor Diseño de empaque» para su disco "Soy Puro Teatro: Homenaje a La Lupe", donde ganó en la segunda mencionada.

## Trayectoria
Su trayectoria artística es extensa, ha participado en óperas, musicales, diversas obras de teatro, pasando por el cine y programas de televisión, ámbitos donde ha logrado protagonizar películas, conquistar premios, nominaciones en concursos internacionales y más. Ha demostrado su talento en espectáculos y musicales como:
- "Se Busca un País"
- "La Casa Grande"
- “Vivo” (Tributo a Guaco)
- "Aire" (Tributo a Mecano)
- "El Club de los Porfiaos"
- “La Lupe, la Reina del Desamor”
- "El Des-Concierto: Travesía Poética Musical"
- “La Novicia Rebelde” y "El Violinista Sobre el Tejado".
- "Piaf - Voz y delirio".

Su interpretación como Edith Piaf, su último musical, la califica como la más compleja de su carrera, debido al reto no solo de plasmar la profundidad de la vida de la intérprete, sino también el tener que dominar el idiomal francés.
También participó en la composición y producción original de la música de la obra de teatro infantil La Bella Durmiente y El Príncipe Valiente", bajo la producción de Viviana Gibelli y fue la dirección vocal de Jesucristo Superestrella. En el teatro también ha demostrado su versatilidad en obras como "¡Pero tenemos Tania!" de José Rafael Briceño, "La Casa de Bernarda Alba" de Federico García Lorca, "Un informe sobre la banalidad del amor" de Mario Diament, “400 Sacos de Arena” de Luigi Sciamanna, "Hágase tu voluntad" de Juan José Martín, "Monólogos de la vagina" de Eve Ensler y "Cartas de Amor" de A. R. Gurney.
Además, interpretó a una chica traviesa en una obra infantil llamada La Caja Mágica con la Compañía Lily Álvarez Sierra, donde recorrió los teatros de Caracas y por la cual fue nominada al premio TIN como mejor Actriz de Reparto y participó en La Duda junto a Elba  Escobar, por la cual fue galardonada como Mejor Actriz de Reparto según la publicación A.L.I.A.R.T.S.
En su trabajo televisivo destaca su más reciente participación en la teleserie "Malverde - El Santo Patrón" de Telemundo (como La Güera Navarrete), telenovelas como "Amar a Muerte" de Televisa (como Micaela Robles), "La Mujer Perfecta" (en el rol de la popular Shirley); "La Vida Entera" (como Mariví Bello), "Mi Ex me tiene Ganas" (como Talía Flores), “Harina de otro costal” (como Lorenza) y "El gato tuerto", la segunda telenovela venezolana de 2007, producida y transmitida por la cadena de televisión Televen.
Mariaca Semprún fue una de las invitadas a la decimoprimera edición de los Premios Platino, celebrada la noche del 20 de abril de 2024, en la Riviera Maya en México. Durante la gala, Mariaca cantó a tres voces con Ana Guerra y Majida Issa.

## Carrera musical
Con 7 años empezó a cantar en el coro del Colegio Emil Friedman (donde estudió), ubicado en el Municipio Baruta del estado Miranda. Estaba muy pequeña cuando decidió entrar en el coro, realizó una prueba de manera individual y los nervios la dejaron fuera del grupo que iba para un concierto, por lo que no calificó. Eso fue decisivo para que Mariaca se dedicara a practicar y tomarse el canto seriamente, a la edad de 12 años.
Musicalmente, aparte de su primera producción discográfica titulada “Buscando una canción”,  ha participado en montajes como “El Libro de la Salsa”, “El Des-Concierto”, y en tributos a Simón Díaz, Aldemaro Romero, Joan Manuel Serrat, Yordano o Gualberto Ibarreto. Son muchos los artistas con quienes ha compartido en escena: Guaco, Gilberto Santa Rosa, Rafael Brito, Frank Quintero, Desorden Público, Famasloop, Gaélica, Aquiles Báez, Alfredo Naranjo o María Teresa Chacín. Ha ofrecido su voz a inmortales piezas de Mozart, Haendel o Verdi. En el cine ha participado en producciones como “El Malquerido”, "La Pura Mentira", "Las Caras del Diablo" y "La Noche de las Dos Lunas". Adicionalmente, fue voz y modelo de un Fashion Week en el Design District de Miami.

## Vida personal
En enero de 2021, y después de 11 años de relación, se casó con el escritor venezolano Leonardo Padrón. La ceremonia por civil se realizó en el Condado de Broward, muy cerca de Miami, ciudad en la que residían. Actualmente la pareja vive en Madrid, España..

## Filmografía
| Año  | Telenovela                 | Personaje                            |
| ---- | -------------------------- | ------------------------------------ |
| 2023 | Pálpito                    | Nicky Guerra                         |
| 2021 | Malverde - El Santo Patrón | La Güera Navarrete                   |
| 2018 | Amar a Muerte              | Micaela Robles                       |
| 2012 | Mi Ex me tiene Ganas       | Talía Flores                         |
| 2010 | La Mujer Perfecta          | La Popular Shirley                   |
| 2010 | Harina de otro Costal      | Lorenza                              |
| 2010 | Un Esposo para Estela      | Participación especial como cantante |
| 2008 | La Vida Entera             | Mariví                               |
| 2007 | Gato Tuerto                | Participación especial               |

| Año  | Largometraje              |
| ---- | ------------------------- |
| 2019 | La Noche de las Dos Lunas |
| 2015 | El Malquerido             |
| 2015 | El Peor Hombre del Mundo  |
| 2015 | Azul y no tan Rosa        |
| 2009 | Las Caras del Diablo      |
| 2008 | La Pura Mentira           |
| 2007 | Bloques                   |

| Año  | Cortometraje                  |
| ---- | ----------------------------- |
| 2015 | Birds Songs from the Amazonia |
| 2010 | Bangladesh                    |
| 2009 | Filas de Espera               |
| 2008 | Abracadabra                   |
| 2005 | Adán y Eva                    |
| 2002 | Deja tu Mensaje               |

| Año       | Obra                                          | Tipo             |
| --------- | --------------------------------------------- | ---------------- |
| 2016-2019 | Piaf, Voz y Delirio                           | Musical          |
| 2015      | Aire (Tributo a Mecano)                       | Musical          |
| 2015      | Vivo El Musical (Tributo a Guaco)             | Musical          |
| 2015      | El Club de los Porfiaos                       | Teatro           |
| 2015      | Pero tenemos Tania (Homenaje a Tania Sarabia) | Teatro           |
| 2014      | 400 Sacos de Arena                            | Teatro           |
| 2012-2014 | La Lupe, La Reina del Desamor                 | Musical          |
| 2012      | Monólogos de la Vagina                        | Teatro           |
| 2012      | Cartas de Amor                                | Teatro           |
| 2011      | La Novicia Rebelde                            | Musical          |
| 2011      | Un Informe sobre la Banalidad del Amor        | Teatro           |
| 2010      | La Casa de Bernarda Alba                      | Teatro           |
| 2009      | Lorca, Alma Presente                          | Teatro           |
| 2009      | Hágase su voluntad                            | Teatro           |
| 2009      | Cabaret, Reinas de la Noche                   | Teatro           |
| 2009      | El Violinista sobre el Tejado                 | Teatro           |
| 2008      | La Duda                                       | Teatro           |
| 2006      | Violinista sobre el Tejado                    | Teatro           |
| 2006      | El Principito                                 | Teatro           |
| 2006      | La Viuda Alegre                               | Opereta          |
| 2005      | Tierra de Aventuras                           | Musical          |
| 2004      | La Caja Mágica                                | Teatro           |
| 2003      | Le Cabaret                                    | Musical          |
| 2002      | Sonetos de Shakespiare                        | Teatro           |
| 2002      | El Elixir de Saruro                           | Teatro           |
| 2002      | Verdi, Pasión y Libertad                      | Ópera            |
| 2000      | Colores                                       | Musical Infantil |
| 2000      | El Circo de los Sueños                        | Musical Infantil |
| 2000      | Érase una vez, un Baúl Encantado              | Musical Infantil |
| 1996      | La Novicia Rebelde                            | Musical          |

## Premios
| Año  | Premio                 | Categoría                        | Resultado | Ref.  |
| ---- | ---------------------- | -------------------------------- | --------- | ----- |
| 2020 | Premios Grammy Latinos | Mejor Álbum Tropical Tradicional | Nominado  | [ 1 ] |
| 2020 | Premios Grammy Latinos | Mejor Diseño de empaque          | Ganador   | [ 2 ] |